# (9505) Lohengrin
(9505) Lohengrin (4131 T-2) – planetoida z pasa głównego asteroid okrążająca Słońce w ciągu 5,36 lat w średniej odległości 3,06 j.a. Odkryta 29 września 1973 roku.